# 瓦尔特罗普
瓦尔特罗普（德語：Waltrop，發音：[ˈvaltʁɔp] ⓘ）是德国北莱茵-威斯特法伦州明斯特行政区雷克灵豪森县的城市，面积47.09平方千米，2023年12月31日人口为29,586人。

## 友好城市
瓦尔特罗普与以下城市结为友好城市：
- 英国 赫恩贝（1976年）
- 法國 塞松塞维涅（1984年）
- 尼加拉瓜 聖米格利托（1988年）
- 德国 加尔德莱根（1990年）
- 土耳其 格雷萊（2012年）